# 오메냐
오메냐(Omegna, it, lmo, pms)는 이탈리아 피에몬테주의 베르바노쿠시오오솔라도에 있는 코무네이다. 토리노에서 북동쪽으로 약 100 킬로미터 (62 mi), 베르바니아에서 남서쪽으로 약 13 킬로미터 (8 mi) 떨어진 오르타호의 최북단에 위치하며, 호수의 유일한 유출구인 니골리아강이 흐른다.
매주 목요일 아침 호숫가 대로에서 활기 넘치는 길거리 시장이 열린다. 매일 운행하는 페리 서비스는 오메냐와 호숫가를 따라 있는 주변 마을 및 촌락을 연결한다.

## 역사

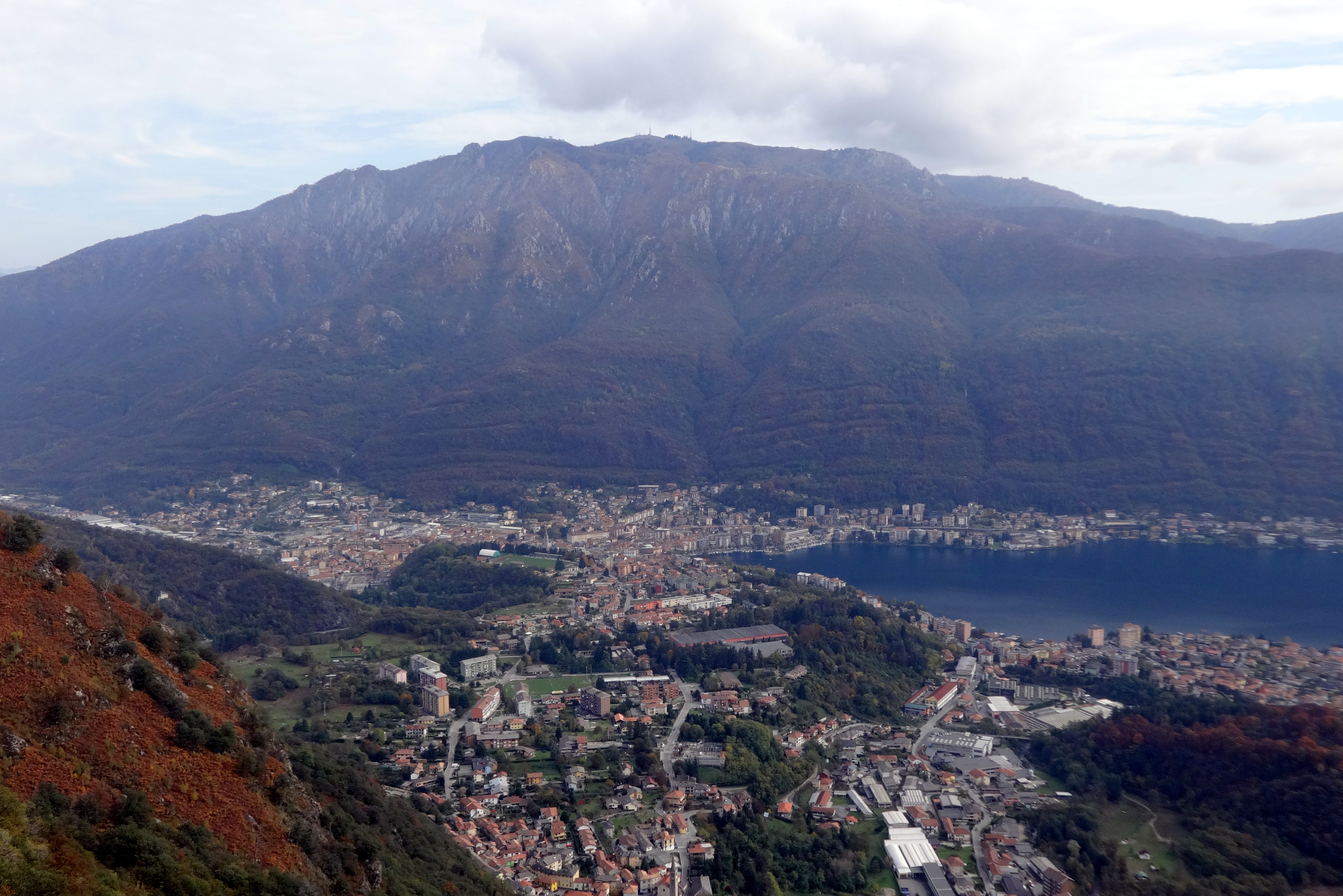
오메냐와 모타로네산.

이 지역에 고대 정착지가 있었다는 사실은 프라치오네 키레조에서 진행된 발굴을 통해 확인되었으며, 청동기 시대 후기와 철기 시대로 거슬러 올라가는 고고학적 발견이 있었다. 오메냐는 기원후 1221년 주민들이 노바라 코무네에 충성을 맹세할 때 처음 언급되었다.
19세기와 20세기 초에 오메냐는 산업 중심지로 발전하여 오랫동안 이탈리아의 주요 냄비 및 소형 가전제품 생산 허브 역할을 했다. 이 시기에 이민으로 인해 인구가 크게 증가했다. 1913년에 오메냐는 전차 노선으로 팔란차와 연결되었다. 1939년에는 도시로 선포되었다. 제2차 세계 대전 중 오메냐는 독일-파시스트 점령에 대한 파르티잔 저항의 중심지 역할을 했다.

## 주요 명소

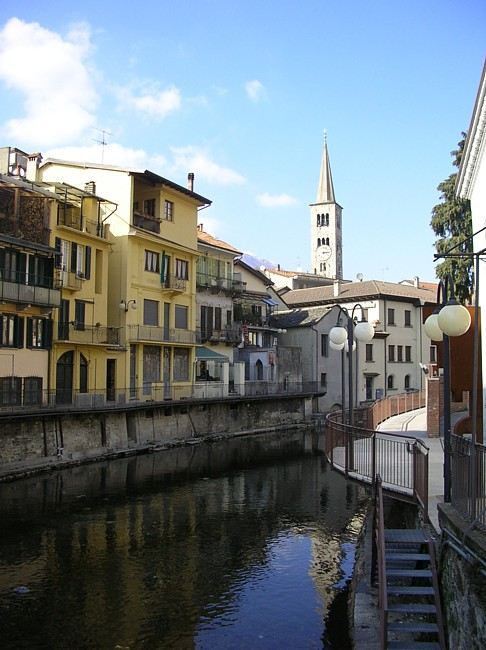
오메냐의 도시 중심부

- 산탐브로조 교회. 측면 예배당이 있는 본당과 두 개의 측랑으로 이루어진 후기 로마네스크 건축 양식 건물이다. 종탑은 여전히 대부분 중세 시대의 것이다. 내부는 현재 바로크 양식이며, 페르모 스텔라 다 카라바조(1547)의 제단화와 오메냐의 수호성인인 성 비트의 유물이 담긴 유골함을 소장하고 있다.
- 폰테 안티코("고대 다리", 15세기), 스트로나강 위.
- 포르타 델라 발레("계곡 문", 기원후 1100년경), 포르타 로마나라고도 알려져 있다. 오메냐의 중세 성문 다섯 개 중 유일하게 남아 있는 문이다.
- 미술 및 산업 포럼 박물관.

## 자매 도시
- 로디 (롬바르디아주)